# ランページ/裁かれた狂気
『ランページ/裁かれた狂気』（ランページ/さばかれたきょうき、原題：Rampage）は、1987年制作のアメリカ合衆国のサスペンス映画。ウィリアム・フリードキン監督。

## あらすじ
若手検事のトニー・フレイザーは、チャールズ・リースが起こした連続猟奇殺人事件の裁判を担当することになり、上司からリースを死刑に持ち込むように命じられる。トニーは実は死刑反対主義者だったが、上司の命令ゆえ、裁判でリースの死刑を主張、精神異常を主張する弁護人と精神科医と真っ向から対立する。
裁判が進むうち、トニーはリースによって妻子を殺された被害者の姿をまのあたりにし、リースを死刑にしたいと思うようになっていく。だがある日、リースが法廷から護送される途中に逃走、さらにまた殺人を犯してしまう。

## キャスト
- トニー・フレイザー：マイケル・ビーン
- チャールズ・リース：アレックス・マッカーサー
- モース：ニコラス・キャンベル
- ケイト・フレイザー：デボラ・ヴァン・フォルケンバーグ
- ケディ：ジョン・ハーキンス
- ジーン・ティベッツ：ロイス・D・アップルゲイト
- アート・ラフルー
- ビリー・グリーン・ブッシュ
- ナオミ・リース：グレイス・ザブリスキー

## 備考
- 本作に登場する連続猟奇殺人犯チャールズ・リースは、実在した連続猟奇殺人犯リチャード・チェイスがモデルになっている[3]。
- 本作は1987年に制作されたが、同年のボストン映画祭で上映された後、お蔵入りとなり、アメリカで公開されたのは1992年になってからであった。